# (10094) Eijikato
(10094) Eijikato est un astéroïde de la ceinture principale.

## Description
(10094) Eijikato est un astéroïde de la ceinture principale. Il fut découvert le 20 février 1991 à Geisei par Tsutomu Seki. Il présente une orbite caractérisée par un demi-grand axe de 2,58 UA, une excentricité de 0,14 et une inclinaison de 15,7° par rapport à l'écliptique.

## Compléments